# Слънчево затъмнение на 26 януари 2009
Слънчевото затъмнение на 26 януари 2009 е пръстеновидно и видимо главно над океана. То започва от южния Атлантически океан и преминава южно от нос Добра надежда в Южна Африка. Продължава на североизток през Индийския океан и достига остров Суматра; завършва в Индонезия.
Районът на вулкана Кракатау в Индонезия е един от най-подходящите за наблюдение на слънчевото затъмнение. То не се наблюдава от територията на България.
Следващото слънчево затъмнение за 2009 година е на 22 юли 2009 г.